# Троицкое сельское поселение (Северная Осетия)
Тро́ицкое се́льское поселе́ние — муниципальное образование в Моздокском районе Республики Северная Осетия — Алания Российской Федерации.
Административный центр — село Троицкое. 

## География
Муниципальное образование расположено в северо-восточной части Моздокского района. В состав сельского поселения входит один населённый пункт. Площадь сельского поселения составляет — 96,88 км2.
Граничит с землями муниципальных образований: Моздок на юге и западе, и Весёлое на востоке. 
Сельское поселение расположено на окраинах наклонной Кабардинской равнине. Средние высоты на территории муниципального образования составляют около 127 метров над уровнем моря. Рельеф местности преимущественно равнинный без сильных колебаний относительных высот. 
Гидрографическая сеть представлена в основном рекой Терек. К северу от села проходят водные каналы — Терско-Кумский и Бурунный, обеспечивающие сельское хозяйство муниципального образования. 
Климат влажный умеренный. Температура воздуха в среднем колеблется от +22,5°С в июле, до -2,5°С в январе. Среднегодовое количество осадков составляет около 530 мм. Основное количество осадков выпадает в период с мая по июль. 

## История
Статус и границы сельского поселения установлены Законом Республики Северная Осетия-Алания от 5 марта 2005 года № 16-рз «Об установлении границ муниципального образования Моздокский район, наделении его статусом муниципального района, образовании в его составе муниципальных образований - городского и сельских поселений и установлении их границ»

## Население
| 2002  | 2010  | 2011  | 2012  | 2013  | 2014  | 2015  |
| ----- | ----- | ----- | ----- | ----- | ----- | ----- |
| 3937  | ↘3695 | ↗3696 | ↘3689 | ↘3685 | ↘3665 | ↗3687 |
| 2016  | 2017  | 2018  | 2019  | 2021  | 2023  | 2024  |
| ↘3677 | ↘3663 | ↘3625 | ↗3633 | ↗4117 | ↘4033 | ↘3979 |
| 2025  |       |       |       |       |       |       |
| ↘3958 |       |       |       |       |       |       |

Процент от населения района — 4.87 %
Плотность — 40.85 чел./км2. 

## Состав поселения
| № | Населённый пункт | Тип населённого пункта       | Население | Доля от населения (%) |
| - | ---------------- | ---------------------------- | --------- | --------------------- |
| 1 | Троицкое         | село, административный центр | ↘3958     | 100%                  |

## Местное самоуправление
Администрация Троицкого сельского поселения — село Троицкое, ул. Октябрьская, 46. 
Структуру органов местного самоуправления сельского поселения составляют:
- Глава сельского поселения — Гришаков Виктор Геннадиевич.
- Администрация Троицкого сельского поселения — состоит из 6 человек.
- Совет местного самоуправления Троицкого сельского поселения — состоит из 13 депутатов.